# Mount Soyat
Mount Soyat ist ein markanter und 2150 m hoher Berg im westantarktischen Marie-Byrd-Land. In der westlichen Wisconsin Range der Horlick Mountains ragt er an der Ostflanke des Reedy-Gletschers unmittelbar nördlich der Einmündung des Norfolk-Gletschers auf.
Der United States Geological Survey kartierte den Berg anhand eigener Vermessungen und mittels Luftaufnahmen der United States Navy zwischen 1960 und 1964. Das Advisory Committee on Antarctic Names benannte ihn 1967 nach Commander David Soyat (1921–1999), Einsatzoffizier der Flugstaffel VX-6 auf der McMurdo-Station im Jahr 1962.